# El candidato (telenovela)
El candidato es una telenovela mexicana de TV Azteca, producida por ZUBA en 1999. Protagonizada por Humberto Zurita y Lorena Rojas, antagonizada por Olivia Collins.

## Sinopsis
Ignacio Santoscoy está en la cima de su vida profesional y personal a pesar de un matrimonio de conveniencia con Marycarmen Manrique, que lo ha colocado firmemente dentro de los círculos políticos, donde su suegro, Juventino Manrique (un corredor tradicional de poder conservador), tiene el dominio. Con la ayuda de Juventino, Ignacio ha captado el mensaje del Secretario General de su partido político: Alianza Popular. Cuando Ignacio decide casarse con Marycarmen exclusivamente por ser la hija mayor de Juventino, poco sabía que su verdadero amor era la joven Beatriz Manrique, la media hermana de MaryCarmen, situación que lo lleva a una guerra intrincada entre el amor y el poder.

## Elenco
Entre los actores de la telenovela se encuentran:
- Humberto Zurita - Ignacio Santoscoy
- Lorena Rojas -  Beatriz Manrique
- Olivia Collins - Marycarmen Manrique de Santoscoy
- Claudio Obregón - Juventino Manrique
- Martha Verduzco - Griselda Austin
- Fernando Ciangherotti - Abel Santana
- Arturo Beristáin - Fortunato Santaella
- Roxana Chávez - Gloria Ballesteros
- Mercedes Pascual - Catalina Austin
- Roberto Blandón - Adrián Cuevas
- Guillermo Gil - Eliseo Prieto
- Annette Cuburu - Ana María Mijares
- Stephanie Salas - Perla Santoyo
- Constantino Costas - Carlos Sagredo
- Nubia Martí - Eugenia
- Libia Abihaid - Brenda
- Marcela Alvarado - Raquel
- Alejandro Montoya - Rodrigo
- Rodolfo Arias - Lito Santoveña
- Juan Manuel Bernal - Jerónimo Manrique
- Ana Borrás - Priscila Galván
- René Campero - Cirilo Mandujano
- Óscar Castañeda - Mariano Canchola
- Angelina Cruz - Dolores Armenta
- Alejandro Guerrero - Plácido
- Lucía Muñoz - Mayra
- Jorge Patiño - Pepe Leaño
- Priscila Patiño - Nina
- Rafael de Quevedo - Ornelas
- David Rencoret - Álvaro Canillas
- Mayra Rojas -  Rocío
- Edwyn Sadot - Beto
- Jesús Vargas - Lucio Ovadía
- Roberto "Raki" Ríos

## Premios Bravo
| Año  | Categoría   | Actor           | Resultado |
| ---- | ----------- | --------------- | --------- |
| 2000 | Mejor actor | Claudio Obregón | Ganador   |